# Vodacom
沃达康是泛非洲地区的一家移动通信公司，同时也是南非的第一个手机网络。它为南非、坦桑尼亚、莱索托、莫桑比克及刚果民主共和国超过3500万用户提供GSM网络服务。

## 历史
截止2008年3月31日，其年收益为481.78亿南非兰特。它由南非电信集团Telkom和英国移动电话运营商沃达丰各占一半股份。2008年12月6日，沃达丰宣布同意增加股份至65%，而Telkom宣称会把剩余股份通过在南非证券交易所上市分割出来。
沃达康是南非主要的手机网络，市场份额大概有58％并有超过2300万客户。沃达康也是南非第一家部署3G或UMTS网络的运营商，同时也提供HSDPA。沃达康的信号覆盖了乞力马扎罗山，这里曾经是GSM网络覆盖的世界最高点。